# Villefranche-le-Château
 Villefranche-le-Château  là một xã thuộc tỉnh Drôme trong vùng Auvergne-Rhône-Alpes đông nam nước Pháp. Xã Villefranche-le-Château nằm ở khu vực có độ cao trung bình 832 mét trên mực nước biển.